# Richard Masur
Richard D. Masur (ur. 20 listopada 1948 w Nowym Jorku) – amerykański aktor i reżyser telewizyjny i filmowy. Wystąpił w ponad 80 filmach. Przez dwie kadencje (w latach 1995–1999) sprawował urząd przewodniczącego Stowarzyszenia Aktorów Filmowych.

## Życiorys

### Wczesne lata
Urodził się w Nowym Jorku w żydowskiej rodzinie jako syn farmaceutki Claire i nauczyciela szkoły średniej Jessego Masura. Wychowywał się w Yonkers z bratem Judith.
Ukończył P.S. 28, Walt Whitman Junior High School i Roosevelt High School w Yonkers. Studiował aktorstwo w Yale School of Drama w New Haven w Connecticut.

### Kariera
W 1973 roku zadebiutował na Broadwayu w Long Wharf Theatre jako Jack Stringer w przedstawieniu Szatnia (The Changing Room) z Johnem Lithgow. Na New York Shakespeare Festival 1973 grał z Mitzi E. Newhouse Theatre w komedii Williama Shakespeare’a Troilus i Kresyda w podwójnej roli Menelausa i Ajaxa. Występował także na deskach Los Angeles Classic Theatre Works.
Po gościnnym udziale w serialu CBS The Waltons (Waltonowie, 1974) i sitcomie All in the Family (1974), trafił do sitcomu CBS Rhoda (CBS, 1974-78) jako Nick Lobo. W komedii sensacyjnej Prawo jazdy (License to Drive, 1988) wystąpił jako ojciec Coreya Haima.
W styczniu 2006 przyjął rolę Jessego Johnsona w operze mydlanej Wszystkie moje dzieci (All My Children).

## Życie prywatne
24 września 1976 ożenił się z Freddą Weiss, z którą rozwiódł się 6 lipca 2004. 7 sierpnia 2004 poślubił Eileen Henry.

## Filmografia

### Filmy fabularne
- 1978: Psi żołd (Who'll Stop the Rain) jako Danskin
- 1979: Łowcy rupieci (Scavenger Hunt) jako Marvin Dummitz
- 1979: Hanover Street jako porucznik Jerry Cimino
- 1979: Mr. Horn jako szeryf Ed Smalley
- 1980: Wrota niebios (Heaven’s Gate) jako Cully
- 1981: Upadły anioł (Fallen Angel, TV) jako Howard Nichols
- 1982: Coś (The Thing) jako Clark
- 1983: Ryzykowny interes (Risky Business) jako Rutherford
- 1983: Adam (TV) jako Jay Howell
- 1983: Pod ostrzałem (Under Fire) jako Hub Kittle
- 1984: Lot 90: Katastrofa na Potomak (Flight 90: Disaster on the Potomac, TV) jako Roger Olian
- 1984: Płonące łóżko (The Burning Bed, TV) jako Aryon (Arjen) Greydanus
- 1985: Niebezpieczna aura (The Mean Season) jako Bill Nolan
- 1986: Zgaga (Heartburn) jako Arthur Siegel
- 1987: Oblubienica Boogedy (Bride of Boogedy, TV) jako Carlton Davis
- 1987: Wyznawcy zła (The Believers) jako Marty Wertheimer
- 1987: Gliniarz do wynajęcia (Rent-a-Cop) jako Roger
- 1987: Walker jako Ephraim G. Squier
- 1988: W pogoni za śmiercią (Shoot to Kill) jako Norman
- 1988: Prawo jazdy (License to Drive) jako pan Anderson
- 1991: Moja dziewczyna (My Girl) jako Phil Sultenfuss
- 1992: Jaskiniowiec z Kalifornii ('Encino Man) jako Larry Morgan
- 1993: Człowiek bez twarzy (The Man Without a Face) jako prof. Carl Hartley
- 1993: A orkiestra grała dalej (And the Band Played On) jako dr William Darrow
- 1993: Szósty stopień oddalenia (Six Degrees of Separation) jako dr Fine
- 1994: Moja dziewczyna 2 (My Girl 2) jako Phil Sultenfuss
- 1995: Zapomnij o Paryżu (Forget Paris) jako Craig
- 1996: Mężowie i żona (Multiplicity) jako Del King
- 1999: Kumpel do bicia (Play It to the Bone) jako Artie
- 2004: Palindromy jako Steve Victor
- 2015: Żona idealna (The Good Wife)

### Seriale TV
- 1974: Mary Tyler Moore jako Bob Larson
- 1974: All in the Family jako George Bushmill
- 1974: The Waltons (Waltonowie) jako Tom Povich
- 1975: Hawaii Five-O jako Bink Avery
- 1981: Na wschód od Edenu (East of Eden) jako Will Hamilton
- 1990: To jako Stanley Uris
- 1998: Kancelaria adwokacka jako asystent Ed Means
- 1999: Prawo i bezprawie jako sędzia Andrew Wolinsky
- 2000: Sprawy rodzinne (Family Law) jako sędzia Thomas Armstrong
- 2001: Felicity jako dr Auerbach
- 2002: Kancelaria adwokacka jako dr Daniel Taylor
- 2006–2009: Wszystkie moje dzieci (All My Children) jako Jesse Johnson
- 2008: Prawo i porządek: sekcja specjalna jako dr Berletch
- 2010–2011: Znudzony na śmierć (Bored to Death) jako Ira Ames
- 2012: Dziewczyny (Girls) jako Rich Glatter
- 2013: Zaprzysiężeni (Blue Bloods) jako Shapiro, członek zgromadzenia ustawodawczego
- 2015–2016: Żona idealna (The Good Wife) jako Geoffrey Solomon
- 2015–2016: Orange Is the New Black jako Bill Montgomery
- 2016: Younger jako Edward L.L. Moore
- 2016: Transrodzic jako Buzz